# Sergio Tofano
Sergio Tòfano (Rim, 20. kolovoza 1886. – Rim, 28. listopada 1973.) bio je talijanski glumac, redatelj, dramatičar, scenograf i ilustrator.
Godine 1909. nastupio je na sceni s Ermete Novelli, a potom se pridružio tvrtki Virgilio Talli (1913. — 23.). Ubrzo se specijalizirao za strip glumca, dajući svojoj ulozi novu eleganciju i složenost. Radio je s drugim poznatim glumcima i redateljima: Dario Niccodemi (1924. – 27.); Luigi Almirante i Giuditta Rissone (1927. — 30), Elsa Merlini, Vittorio De Sica, Evi Maltagliati, Gino Cervi itd. Tijekom tih godina izveo je svoje poznate predstave kao Doktor Knock u drami Julesa Romainsa i kao profesor Toti u Pensaciu, Giacomino! Luigija Pirandella. Također je vodio važne kazališne tvrtke.
Nakon Drugog svjetskog rata surađivao je s najvažnijim redateljima, poput Luchina Viscontija i Giorgia Strehlera.
Godine 1917. Tofano je za dječji časopis Il Corriere dei Piccoli izmislio poznatog lika, Signor Bonaventuru, čije su pustolovine trajale više od četrdeset godina. Prije se potpisivao kao Sto. Napisao je i ilustrirao nekoliko knjiga za djecu te ilustrirao Šah u ogledalu Massima Bontempellija.

## Filmografija
- La segretaria privata, rež. Goffredo Alessandrini (1931.)
- La telefonista, rež. Nunzio Malasomma (1932.)
- La ragazza dal livido azzurro, rež. E.W.Emo (1933.)
- Paprika, rež. Carl Boese (1933.)
- O la borsa o la vita, rež. Carlo Ludovico Bragaglia (1933.)
- Seconda B, rež. Goffredo Alessandrini (1934.)
- Lohengrin, rež. Nunzio Malasomma (1936.)
- I due misantropi, rež. Amleto Palermi (1937.)
- Stasera alle undici, rež. Oreste Biancoli (1937.)
- I figli del marchese Lucera, rež. Amleto Palermi (1938.)
- Inventiamo l'amore, rež. Camillo Mastrocinque (1938.)
- Jeanne Doré, rež. Mario Bonnard (1938.)
- Eravamo sette sorelle, rež. Mario Mattoli (1938.)
- Follie del secolo, rež. Amleto Palermi (1939.)
- Papà per una motte, rež. Mario Bonnard (1939.)
- Le sorprese del divorzio, rež. Guido Brignone (1939.)
- Una famiglia impossibile, rež. Carlo Ludovico Bragaglia (1940.)
- Validità giorni dieci, rež. Camillo Mastrocinque (1940.)
- Giù il sipario, rež. Raffaello Matarazzo (1940.)
- La granduchessa si diverte, rež. Giacomo Gentilomo (1940.)
- Idillio a Budapest, rež. Giorgio Ansoldi (1941.)
- Il signore a doppio petto, rež. Flavio Calzavara (1941.)
- Turbamento, rež. Guido Brignone (1941.)
- Anime in tumulto, rež. Giulio Del Torre (1941.)
- Cenerentola e il signor Bonaventura, anche soggetto e regia (1942.)
- La maschera e il volto, rež. Camillo Mastrocinque (1942.)
- La guardia del corpo, rež. Carlo Ludovico Bragaglia (1942.)
- Se io fossi onesto, rež. Carlo Ludovico Bragaglia (1942.)
- Il fidanzato di mia moglie, rež. Carlo Ludovico Bragaglia (1943.)
- Quarta pagina, rež. Nicola Manzari (1943.)
- Gian Burrasca, anche regia (1943.)
- Il cavaliere del sogno, rež. Camillo Mmastrocinque (1946)
- Fabiola, rež. Alessandro Blasetti (1949.)
- Abbiamo vinto!, rež. Robert A. Stemmle (1950.)
- Napoleone, rež. Carlo Borghesio (1950.)
- Altri tempi, rež. Alessandro Blasetti (1952.)
- Puccini, rež. Carmine Gallone (1952.)
- L'ingiusta condanna, rež. Giuseppe Masini (1952.)
- La fiammata, rež. Alessandro Blasetti (1952.)
- Il paese dei campanelli, rež. Jean Boyer (1953.)
- Il cardinale Lambertini, rež. Giorgio Pastina (1954.)
- Casa Ricordi di Carmine Gallone (1954.)
- Porta un bacione a Firenze, rež. Camillo Mastrocinque (1955.)
- La bella di Roma, rež. Luigi Comencini (1955.)
- Andrea Chenier, rež. Clemente Fracassi (1955.)
- I sogni nel cassetto, rež. Renato Castellani (1956.)
- Il re di Poggioreale, rež. Duilio Coletti (1961.)
- La costanza della ragione, rež. Pasquale Festa Campanile (1965.)
- Il padre di famiglia, rež. Nanni Loy (1967.)
- Partner, rež. Bernardo Bertolucci (1968)
- Toh, è morta la nonna!, rež. Mario Monicelli (1969.)
- Contestazone generale, rež. Luigi Zampa (1970.)
- La colonna infame, rež. Nelo Risi (1973.)
- Rugantino, rež. Pasquale Festa Campanile (1973.)